# Bosnienkriget

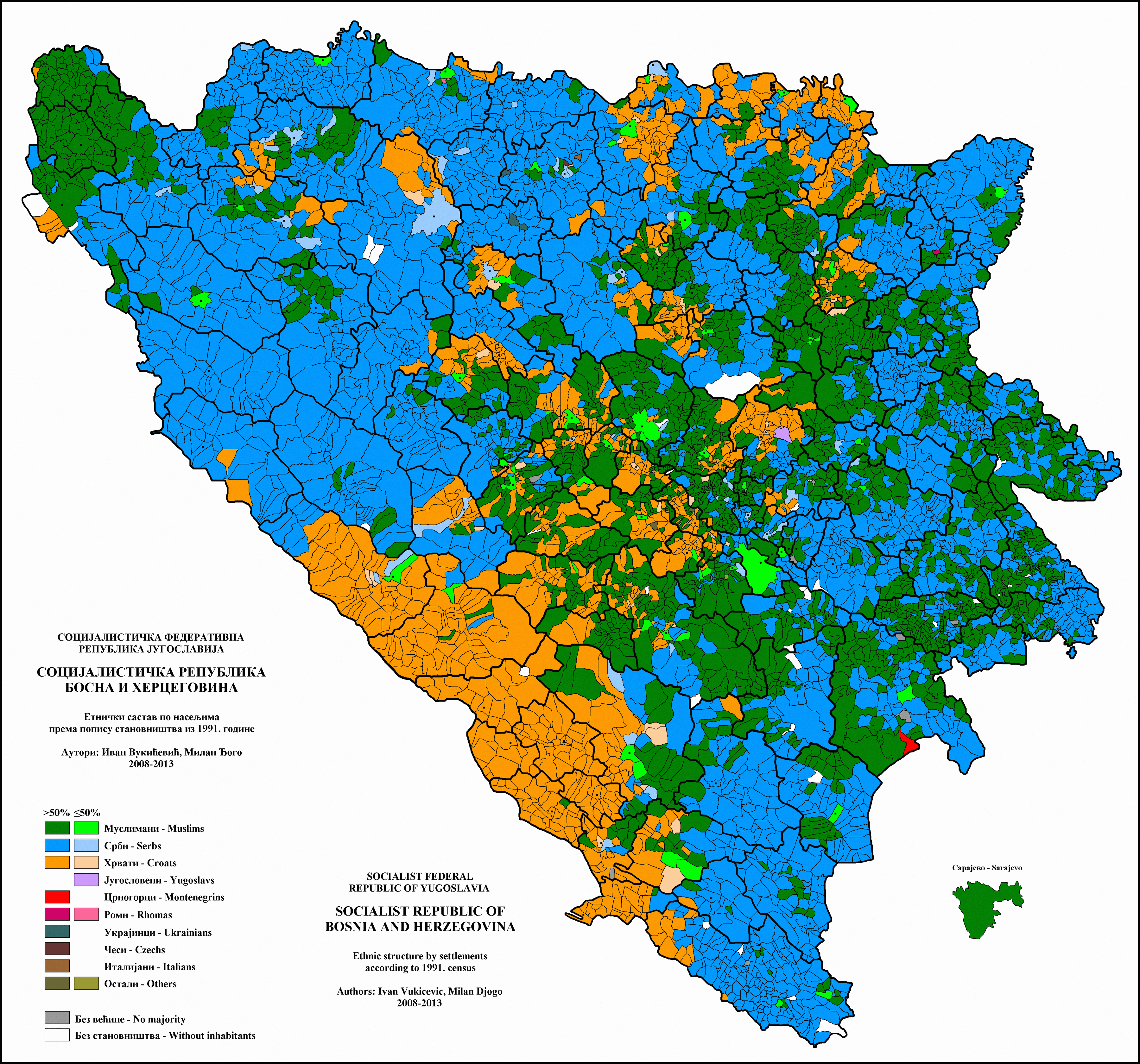
Fördelningen av den serbiska, kroatiska och bosniska befolkningen 1991:
Bosnienserber
Bosnienkroater
Bosniaker

Bosnienkriget var en internationell väpnad konflikt i Bosnien och Hercegovina mellan april 1992 och december 1995. Kriget omfattade flera parter. De huvudsakliga stridande parterna var styrkorna i Republiken Bosnien och Hercegovina och de självutnämnda bosnienserbiska och bosnienkroatiska entiteterna inom Bosnien och Hercegovina, Republika Srpska och Herceg-Bosna, som fick betydande politiskt och militärt stöd av Serbien respektive Kroatien.
Kriget kom som en följd av Jugoslaviens upplösning. Efter de slovenska och kroatiska utträdena från Jugoslavien under 1991, höll den multietniska delrepubliken Bosnien och Hercegovina, som var bebott av huvudsakligen sunnimuslimska bosniaker (44 procent), ortodoxa serber (31 procent) och katolska kroater (18 procent), en folkomröstning om självständighet den 29 februari 1992. Den röstades igenom men avfärdades av de bosnienserbiska politiska representanterna, som hade bojkottat folkomröstningen och upprättat en egen stat, Republika Srpska. Efter självständighetsförklaringen angrep bosnienserbiska styrkor, stödda av Slobodan Miloševićs serbiska regering och jugoslaviska folkarmén (JNA), Republiken Bosnien och Hercegovina. Detta i syfte att säkra serbiskt territorium.
Det var främst en territoriell konflikt, till en början mellan serbiska styrkor som oftast var organiserade i Republika Srpskas armé (VRS) på den ena sidan och på den andra sidan den multietniska bosniska armén (ARBiH), som till stor del bestod av bosniaker och de kroatiska styrkornas kroatiska försvarsråd (HVO). Bland Bosnienkroater fanns också målet att göra delar av Bosnien och Hercegovina kroatiska. Serbiska och kroatiska ledare kom överens om en delning av Bosnien-Hercegovina i de så kallade Karađorđevo- och Graz-avtalen, vilket resulterade i att bosnienkroatiska styrkor började strida mot den bosniska armén i det uppblossande kroat-bosniska kriget. Kriget kännetecknades av bittra strider, urskillningslösa beskjutningar av städer och tätorter, etnisk rensning, systematiska massvåldtäkter och folkmord. Händelser som belägringen av Sarajevo och Srebrenicamassakern kom att bli ikoniska för konflikten. Massakern på över 8000 bosniska män och pojkar av de Serbiska styrkorna i Srebrenica är den enda incidenten i Europa som har erkänts som ett folkmord sedan andra världskriget.
De bosnienserbiska styrkorna var till början överlägsna på grund av den stora mängd vapen och resurser som tillhandahållits från JNA och Serbien. Men vid slutet av 1994 hade deras krigslycka börjat vända medan bosniakerna och bosnienkroaterna slöt fred och återigen allierade sig mot Republika Srpska med skapandet av Federationen Bosnien och Hercegovina efter Washingtonavtalet i februari 1994. Efter Srebrenicamassakern och Markalemassakern ingrep Nato i augusti 1995 med Operation Deliberate Force och angrep Republika Srpskas armé, vilket pressade bosnienserberna att återvända till fredsförhandlingar. Fredsförhandlingarna hölls i Dayton, Ohio, och avslutades den 21 december 1995 med Daytonavtalet.
Enligt en rapport från 1995 fann Central Intelligence Agency bosnienserbiska styrkor ansvariga för över 90 procent av de krigsförbrytelser som begicks under konflikten. År 2008 hade den Internationella krigsförbrytartribunalen för Jugoslavien dömt 45 serber, 12 kroater och 4 bosniaker för krigsförbrytelser i samband med kriget i Bosnien. Den senaste forskningen beräknar att omkring 100 000–110 000 människor dödades och anger antalet flyktingar till över 2,2 miljoner, vilket gör det till den mest förödande konflikten i Europa sedan andra världskriget.

## Bakgrund
Kriget i Bosnien och Hercegovina kom till som en följd av upplösningen av den socialistiska federationen Jugoslavien. Krisen uppstod i Jugoslavien med försvagningen av det kommunistiska systemet vid slutet av det kalla kriget. Nationalistiska rörelser i delrepublikerna Slovenien och Kroatien hade lett till deras utträden ur Jugoslavien under 1991, vilket hade lett till strider i båda länderna. Målet för Serbien var ett fortsatt centraliserat Jugoslavien, 
Den 29 februari 1992 höll den multietniska delrepubliken Bosnien och Hercegovina, som huvudsakligen var bebott av muslimska bosniaker (44 procent), ortodoxa serber (31 procent) och katolska kroater (18 procent), en folkomröstning om självständighet. De bosnienserbiska politikerna, ledda av Radovan Karadžić, som motsatte sig bosnisk självständighet uppmanade serberna att bojkotta valet. Valdeltagandet hamnade på 63,4 procent, med 99,7 procent av rösterna för självständighet (vilket innebar att många bosnienserber hade följt uppmaningen att bojkotta valen).
Efter självständighetsförklaringen etablerade de bosnienserbiska parlamentsledamöter (från framförallt Serbiska demokratiska partiet) sin egen stat Republika Srpska.

## Krigets inledning
Den 5 april 1992, samma dag som Bosnien och Hercegovina utropade sin självständighet, utbröt strider i landet mellan serber som med våld motsatte sig ett självständigt Bosnien-Hercegovina och icke-serber som var villiga att försvara dess självständighet. Jugoslaviska folkarmén (JNA) lämnade officiellt Bosnien i slutet av april 1992, men dess utrustning tillsammans med tusentals soldater skänktes till den nybildade bosnienserbiska armén, VRS. De separatistiska bosnienserberna hade tusentals man och hundratals stridsvagnar och stridsplan, medan den nybildade bosniska armén var betydligt mindre och betydligt sämre utrustad. Den bosnienkroatiska armén Hrvatsko vijeće obrane (HVO) såg serberna som fiender eftersom kriget mellan serber och kroater i Kroatien fortfarande pågick och allierade sig därför inledningsvis med den bosniska armén.
Under våren 1992 rasade hårda strider mellan bosniska och bosnienserbiska styrkor i östra Bosnien. Inledningsvis anföll bosnienserbiska styrkor icke-serber i östra Bosnien för att kunna säkra gränsen mot Serbien. Bosniaker fördrevs systematiskt från sina hem och mördades ofta i processen. I regionen Foča inledde bosnienserbiska styrkor en serie massakrer under 1992. I staden Višegrad massakrerade serbisk polis och militär omkring 3 000 bosniaker under våren och sommaren 1992 i de så kallade Višegradmassakrerna.
Även i västra Bosnien utbröt hårda strider under våren och sommaren 1992. Även i västra Bosnien kantades striderna av omfattande etniska rensningar och uppsättandet av koncentrationsläger, som bland annat Omarska. De bosnienserbiska styrkornas övertag i manskap och i utrustning gjorde det möjligt för dem att efter bara några månader ockupera nästan två tredjedelar av Bosnien och Hercegovinas territorium.

## Belägringen av Sarajevo
I krigets inledning anföll bosnienserberna huvudstaden Sarajevo. Den bosniska armén lyckades försvara stadens centrum och de södra delarna. Resten, inklusive de strategiskt viktiga höjderna runt staden, kontrollerades av bosnienserbiska styrkor. Då de bosnienserbiska styrkorna inte kunde inta stadens centrala delar förskansade de sig till de angränsande kullarna där de angrep staden med artilleri, granatkastare, tunga kulsprutor, raketartilleri, luftvärnseld och krypskyttar. Även om de bosniska styrkorna hade lyckats försvara staden, var de för svaga för att kunna bryta blockaden. 
Belägringen av Sarajevo skulle komma att bli den längsta i modern historia. Den inleddes den 5 april 1992 och avslutades den 29 februari 1996. Omkring 20 000 människor dödades i samband med belägringen varav hälften, ca 10 000 var civila, inklusive 1 500 barn. Ytterligare 56 000 sårades, inklusive 15 000 barn.
Enligt ICTY bedrev de bosnienserbiska styrkorna en "terror"-kampanj mot Sarajevo av "urskillningslös bombardemang och beskjutning som resulterade i för många civilas död". Befälhavaren för de bosnienserbiska styrkorna i Sarajevo, Stanislav Galić dömdes efter kriget till livstids fängelse av ICTY för sin roll i belägringen.

## Kroat-bosniska konflikten
Under krigets första nio månader stred de bosniska kroaterna, med stöd från Kroatien, och bosniakerna sida vid sida mot bosnienserberna, vilka i sin tur hade stöd från Serbien och från Montenegro. Under december 1992, efter en maktkamp i det bosnien-kroatiska ledarskiktet, började emellertid många kroater vända sig mot sina allierade i den bosniska armén vilken dominerades av bosniaker. Den bosnienkroatiska armén, som hade stött den bosniska regeringen mot bosnienserberna, vände sig nu mot dem istället och träffade i hemlighet en överenskommelse med bosnienserberna om att dela Bosnien mellan Serbien och Kroatien.
Under våren 1993 bröt strider mellan kroater och bosniaker ut i flera delar av landet, men särskilt i de centrala och södra delarna av landet. I maj 1993 anföll den bosnienkroatiska armén staden Mostar och inledde en belägring av staden. Bosnienkroaterna hade betydligt bättre militär utrustning än bosniakerna och hade ett omfattande artilleri som de hade fått av regeringen i Kroatien. I Lašva-dalen i centrala Bosnien inledde de bosnienkroatiska styrkorna en kampanj av etniska rensningar av den bosniakiska befolkningen. I september 1993 inledde den bosniska armén en motoffensiv (Operation Neretva 93) för att lyfta blockaden och inringningen av Mostar. Efter flera veckor av stridande avbröt de bosniska myndigheterna operationen efter rapporter om att bosniska soldater hade begått krigsförbrytelser mot kroatiska civila i byn Grabovica nära Jablanica. I november 1993 sköt de kroatiska styrkorna sönder den gamla bron Stari most i Mostar, en bro från 1500-talet med stort symboliskt värde. Bron återuppbyggdes 2004 och återskapades med en del av de stenar som den en gång bestod av.

## Krigslyckan vänder för de bosnienserbiska styrkorna

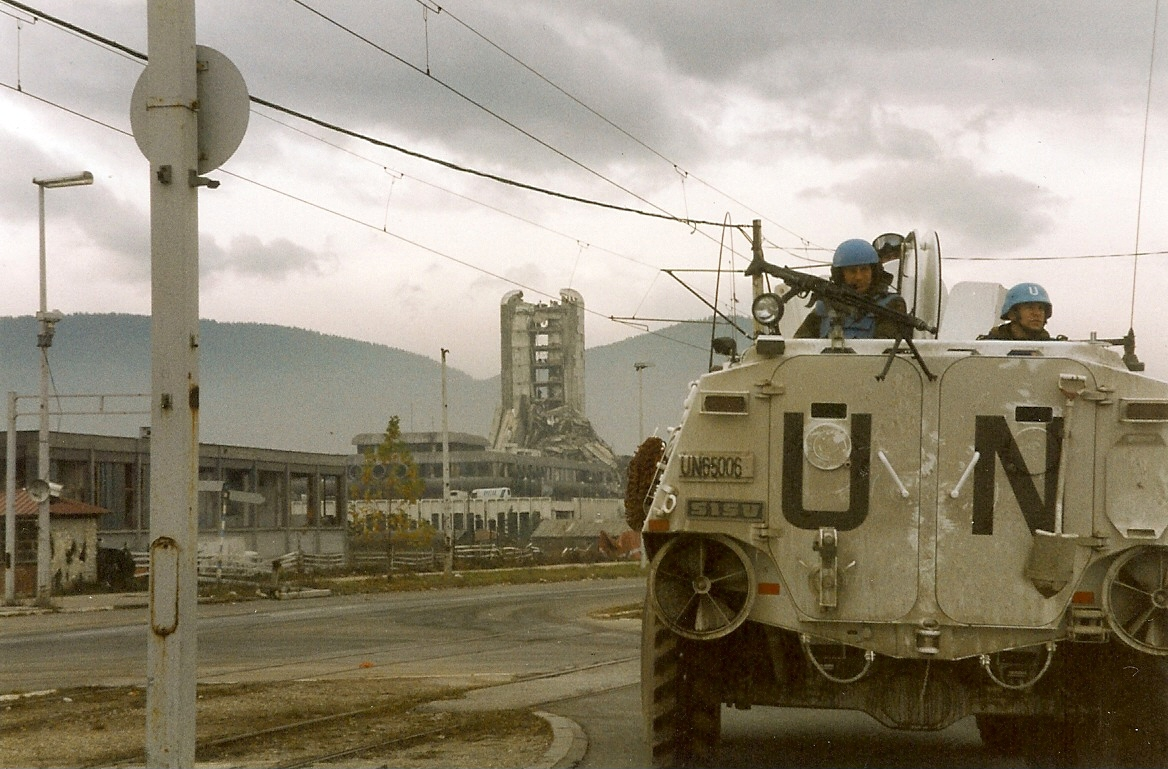
FN-styrkor i Sarajevo.

Bosnienserbiska styrkor var i krigets början överlägsna och kontrollerade efter ett halvår två tredjedelar av Bosnien och Hercegovinas territorium. Deras överlägsenhet varade i flera år. I slutet av 1994 och i början av 1995 började emellertid deras krigslycka vända. Bosnienkroater och bosniaker slöt fred 1994 och allierade sig återigen mot bosnienserberna, som nu började förlora fäste i samma takt som bosniaker byggde upp sin armé och ännu en gång kunde se de välutrustade kroaterna som sina allierade. Den bosnienserbiska armén var krigstrött och började förlora fler soldater än vad de kunde ersätta, medan bosniakerna och kroaterna tillsammans kunde rekrytera allt fler. Internationella sanktioner och påtryckningar hade även gjort Serbien och Republika Srpska allt mer isolerade. I augusti 1995 inledde den kroatiska armén en omfattande offensiv (Operation Storm) mot de serbiska områdena i Kroatien och västra Bosnien. När den kroatiska armén avancerade, skapades en besvärlig flyktingsituation då omkring 200 000 serber flydde eller fördrevs till Serbien och Republika Srpska. Kroaterna följde upp sin framgångsrika offensiv med Operation Mistral där HVO tillsammans med den bosniska armén anföll serbiska positioner i västra Bosnien, operationen slutade med att nästan hela västra Bosnien föll till kroaterna och bosniakerna. 
I juli 1995 omringade general Ratko Mladić med sin Republika Srpska-militär staden Srebrenica i östra Bosnien. Den bosniska armén på 5 500 man skulle försvara staden under brigadgeneralen Naser Oric ledning, men övergavs. Invånarna i staden flydde då till den holländska FN-militärens förläggning utanför staden. De bosniska (muslimska) flyktingarna överlämnades sedan till Ratko Mladić och hans soldater. Kvinnor och barn sattes då på transportfordon som forslade dem därifrån, framför allt till Tuzla. Från den 11 juli till den 22 juli 1995 massakrerades över 8 000 bosniska män och pojkar i vad som blev känt som Srebrenicamassakern, det största massmordet i Europa sedan andra världskriget. De första två dagarna dödades över två tusen muslimska män och pojkar och de efterföljande dagarna ca sex tusen. 
Efter att Srebrenicamassakern blev känd började Nato planera en eventuell militär intervention. Efter den andra Markalemassakern i augusti samma år inledde Nato bombningar av bosnienserberna (Operation Deliberate Force) och slog ut deras infrastruktur. Detta hade till följd att det näst intill blev omöjligt att upprätthålla telefonförbindelser i Republika Srpska. USA:s dåvarande president Bill Clinton skrev i sina memoarer att serberna endast skulle kunna tvingas till förhandlingar om de led militära förluster. Den bosnien-kroatiska armén (HVO) stod endast 20 km från Republika Srpskas huvudstad Banja Luka, som nu hade blivit HVO:s nästa mål. Bosnienserbiska ledare, som insåg att om Banja Luka föll skulle det signalera Republika Srpskas totala förlust i Bosnien, gick därför med på att inleda fredssamtal som resulterade i Daytonavtalet och ge upp sitt krav på ett självständigt Republika Srpska i utbyte mot att Nato upphörde med sina flyganfall och HVO gjorde halt i sitt avancemang mot Banja Luka. Förhandlingar inleddes och resulterade i Daytonavtalet den 21 november 1995. Nato-ledda IFOR och SFOR implementerades för att överse fredsavtalet.

## Etnisk rensning och folkmord

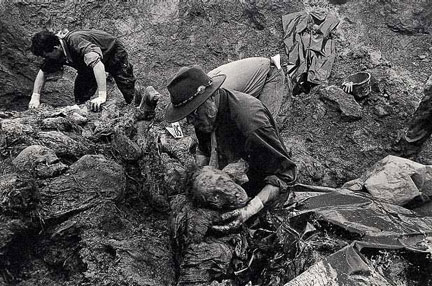
Utgrävning av en massgrav i Srebrenica, 1996.

Under kriget i Bosnien myntades en ny term, etnisk rensning. Serberna inledde omfattande utrensningar av framför allt bosniska muslimer (bosniaker) från sitt territorium. Även bosnienkroaterna och bosnienmuslimerna (bosniakerna) rensade sina områden från andra etniska grupper. Det var oftast i samband med etnisk rensning som krigsförbrytelser och massakrer ägde rum. Under åtalet mot Republika Srpskas (RS:s) general Radislav Krstić fastställde ICTY enhälligt att Srebrenicamassakern var folkmord. Bosnien-Hercegovina stämde senare staten Serbien på skadestånd för folkmordet i Bosnien under kriget på grund av deras militära stöd till bosnienserberna som enligt bosniakerna gjorde det möjligt för dem att föra krig och utföra folkmordet. Internationella domstolen i Haag (ICJ) fastslog att Serbien inte var direkt ansvariga för folkmordet men ansåg dock att Serbien brutit mot folkmordskonventionen då man inte gjort tillräckligt för att ha förhindrat folkmordet vid Srebrenica. ICJ fastställde samtidigt ICTY:s beslut om att Republika Srpskas styrkor hade begått folkmord i Srebrenica. År 2005 genomförde den amerikanska kongressen en resolution som sa att "de serbiska policies av aggression och etniska rensningar mötte definitionen av folkmord".
Enligt en detaljerad rapport av CIA från 1995 begicks 90 procent av alla krigsbrott under kriget av serber. Vid 2008 hade 45 serber, 12 kroater och 4 bosniaker dömts för krigsförbrytelser, medan andra högrankade ledare som Radovan Karadžić, Vojislav Šešelj och Ratko Mladić stod inför rätta eller efterspanades. Serbiens president Slobodan Milošević åtalades för krigsförbrytelser i samband med kriget i Bosnien, inklusive allvarliga kränkningar av Genèvekonventionen, brott mot mänskligheten och folkmord, men dog 2006 innan rättegången kunde avslutas. Folkmord är det allvarligaste krigsbrottet som serberna fällts för, brott mot mänskligheten är det allvarligaste för kroaterna och avvikelser från Genèvekonventionerna för bosniakerna. Sammantaget beräknas cirka 100 000–110 000 personer ha dödats under bosnienkriget, varav omkring hälften civila och hälften militärer. 83 procent av de civila offren var bosniaker.